# Methylococcaceae
Methylococcaceae é uma família de bactérias gram-negativas do filo Proteobacteria. Obtêm energia e carbono da oxidação do metano. É a única família da ordem Methylococcales.

## Gêneros
- Methylobacter
- Methylocaldum
- Methylococcus
- Methylomicrobium
- Methylomonas
- Methylosphaera